# 迈塞米
迈塞米（法語：Maissemy）是法国皮卡第大区埃纳省的一个市镇，属于圣康坦区韦尔芒县。该市镇2009年时的人口为239人。

## 人口
迈塞米人口变化图示
| 数据来源：INSEE |